# Thelyconychia delicatula
Thelyconychia delicatula är en tvåvingeart som först beskrevs av Louis-Paul Mesnil 1959.  Thelyconychia delicatula ingår i släktet Thelyconychia och familjen parasitflugor. Inga underarter finns listade i Catalogue of Life.